# Дмитриев, Игорь Сергеевич (футболист)
И́горь Серге́евич Дми́триев (род. 24 июля 2004, Санкт-Петербург) — российский футболист, полузащитник московского «Спартака» и молодёжной сборной России.

## Карьера

### Клубная
Перед тем, как стать футболистом, Дмитриев ходил на тренировки по теннису, так как его мать работала тренером по физической подготовке в теннисной академии и часто брала сына на тренировки. В пять лет родители отдали Дмитриева на просмотр в академию «Зенита», после успешного его прохождения был в неё зачислен и пробыл в академии семь лет. Одним из его первых тренеров был бывший игрок «Зенита» Константин Коноплёв. В 2016 году перешёл СШОР «Зенит», а в 2017 году пополнил ДЮСШ Коломяги, где пробыл до 2019 года и вновь вернулся в СШОР «Зенит». С 2020 по 2022 год выступал в ЮФЛ-1 и ЮФЛ-2 в составе СШОР «Зенит», где в 34 матчах забил 20 мячей и отдал 10 голевых передач.
19 января 2021 года подписал первый профессиональный контракт с «Ленинградцем». Дебютировал за клуб 10 июня 2021 года в матче 29-го тура первенства ПФЛ против владимирского «Торпедо» (5:1), выйдя на 81-й минуте вместо Егора Корцова. Первый мяч за «Ленинградец» забил в своём втором матче за клуб — 15 июня 2021 года в матче 30-го тура первенства ПФЛ против «Родины» (5:1), отличившись на 74-й минуте встречи. 10 июня 2022 года в матче 34-го тура второго дивизиона ФНЛ против ковернинской «Волны» (6:0) Дмитриев оформил дубль, отличившись на 19-й и 33-й минутах встречи. 27 августа 2022 года забил два мяча в ворота «Енисея-2» (2:1) в матче 8-го тура Второй лиги, отличившись на 5-й и 76-й минутах встречи, принеся тем самым «Ленинградцу» победу в матче. За три сезона в составе клуба из Ленинградской области в 48 матчах он забил 11 мячей и отдал 13 голевых передач.
22 июня 2023 года стал игроком «Урала». Клуб воспользовался опцией выкупа в контракте игрока и выплатил сумму отступных. Дебютировал за «Урал» 22 июля 2023 года в домашнем матче 1-го тура чемпионата России против московского ЦСКА (2:1), выйдя на замену вместо Александра Юшина на 63-й минуте встречи. Всего провёл за клуб 37 матчей во всех турнирах, отличившись двумя результативными передачами. За время выступлений в «Урале» молодой игрок отличался оригинальным дриблингом и быстротой.
26 июля 2024 года перешёл в московский «Спартак», заключив контракт до 2028 года. 7 августа 2024 года был арендован самарскими «Крыльями Советов» до конца сезона 2024/25. Дебютировал за клуб 11 августа 2024 года в матче 4-го тура чемпионата России против воронежского «Факела» (2:0), выйдя на 83-й минуте вместо Владислава Шитова. Первый мяч за «Крылья Советов» забил 10 ноября 2024 года в матче 15-го тура чемпионата России против московского ЦСКА (1:2), отличившись на 60-й минуте встречи. Всего за клуб во всех турнирах провёл 27 матчей и забил три мяча. По окончании сезона вернулся в «Спартак». Дебютировал за московский клуб 19 июля 2025 года в матче 1-го тура чемпионата России против махачкалинского «Динамо» (1:0), выйдя на 74-й минуте вместо Маркиньоса.

### В сборной
В декабре 2021 году был впервые вызван Иваном Шабаровым в состав сборной России до 18 лет, за которую провёл три матча и забил один мяч. В марте 2023 года провёл один матч за сборную России до 19 лет. 1 марта 2024 года был впервые вызван Иваном Шабаровым в состав молодёжной сборной России. Дебютировал за сборную до 21 года в товарищеском матче против молодёжной сборной Уругвая (0:1), проведя на поле 64 минуты.

## Личная жизнь
Отец Сергей Дмитриев (1964—2022), также футболист. Мать — Светлана Лаухова (1973—2023) — легкоатлетка. У Игоря есть младший брат — Вячеслав.

## Статистика
| Выступление      | Выступление      | Выступление      | Лига | Лига | Кубки | Кубки | Прочие | Прочие | Итого | Итого |
| Клуб             | Лига             | Сезон            | Игры | Голы | Игры  | Голы  | Игры   | Голы   | Игры  | Голы  |
| ---------------- | ---------------- | ---------------- | ---- | ---- | ----- | ----- | ------ | ------ | ----- | ----- |
| Ленинградец      | Вторая лига      | 2020/21          | 2    | 1    | 0     | 0     | —      | —      | 2     | 1     |
| Ленинградец      | Вторая лига      | 2021/22          | 18   | 4    | 1     | 0     | —      | —      | 19    | 4     |
| Ленинградец      | Вторая лига      | 2022/23          | 26   | 6    | 1     | 0     | —      | —      | 27    | 6     |
| Ленинградец      | Итого            | Итого            | 46   | 11   | 2     | 0     | —      | —      | 48    | 11    |
| Урал             | Премьер-лига     | 2023/24          | 26   | 0    | 8     | 0     | 1      | 0      | 35    | 0     |
| Урал             | Первая лига      | 2024/25          | 2    | 0    | 0     | 0     | —      | —      | 2     | 0     |
| Урал             | Итого            | Итого            | 28   | 0    | 8     | 0     | 1      | 0      | 37    | 0     |
| Крылья Советов   | Премьер-лига     | 2024/25          | 22   | 3    | 5     | 0     | —      | —      | 27    | 3     |
| Крылья Советов   | Итого            | Итого            | 22   | 3    | 5     | 0     | —      | —      | 27    | 3     |
| Спартак (Москва) | Премьер-лига     | 2025/26          | 4    | 0    | 2     | 0     | —      | —      | 6     | 0     |
| Спартак (Москва) | Итого            | Итого            | 4    | 0    | 2     | 0     | —      | —      | 6     | 0     |
| Всего за карьеру | Всего за карьеру | Всего за карьеру | 100  | 14   | 17    | 0     | 1      | 0      | 118   | 14    |

1. ↑  Переходные матчи РПЛ—Первая лига.

## Достижения
- Победитель 2-й группы Второй лиги: 2022/23
- Бронзовый призёр 2-й группы Второй лиги: 2021/22